# Carretera Federal 180D
La Carretera Federal 180D es una Autopista de cuota que recorre gran parte de México, desde Ozulama , Veracruz hasta Cancún, Quintana Roo, siendo de las más importantes del país, tiene una longitud de 1680.1 km. Es una alternativa de alta velocidad a la vecina Carretera Federal 180, ya que es de cuatro carriles de ancho.
La carretera federal 180D recorre los estados de  Veracruz, Tabasco, Campeche, Yucatán y Quintana Roo.
Las autopistas y carreteras de acceso restringido son parte de la red federal de carreteras y se identifican mediante el uso de la letra “D” añadida al final del número de carretera.

## Trayecto

### Veracruz
Longitud=  683 km
- Ozuluama
- Tuxpan
- Poza Rica
- Papantla
- Martínez de la Torre
- Nautla
- Vega de Alatorre
- José Cardel[1]
- Veracruz
- Alvarado
- San Andrés Tuxtla
- Acayuucan
- Las Choapas

### Tabasco
Longitud=227 km
- Cárdenas
- Villahermosa
- Frontera

### Campeche
Longitud=379 km
- Ciudad del Carmen
- Isla Aguada
- Champotón
- Campeche

### Yucatán
Longitud=300 km
- Maxcanú
- Umán
- Mérida
- Valladolid

### Quintana Roo
Longitud=91 km
- Cancún